# Скънектади (окръг, Ню Йорк)
Окръг Скънектади (на английски: Schenectady County) е окръг в щата Ню Йорк, Съединени американски щати. Площта му е 544 km², а населението - 155 565 души (2017). Административен център е град Скънектади.